# マ・クベ
マ・クベ (M'quve) は、アニメ『機動戦士ガンダム』に登場する架空の人物。

## キャラクター概要
キシリア・ザビ配下のジオン公国突撃機動軍大佐。副官はウラガン、部下にはクリンク、バイス、ラング、ヘイブなど。
ジオン軍の地球侵攻作戦では資源採掘地帯オデッサの基地司令となり、資源採掘・輸送、基地防衛などを統轄していた。基地の防衛に努める一方、地球連邦軍のエルラン中将に内通を促すなど策謀家としても活動した。占領地では任務の傍ら骨董品蒐集に努めており、特に北宋期と推定される白磁の壺は彼に寵愛され執務室に多数並んでいる。
ガルマ・ザビの仇討ちのため地球に降下したランバ・ラル隊にも、一旦は十分な補給を保証するものの、ラルがキシリアと対立するドズル・ザビの部下という政治的な理由からその約束を反故にしたり、ソロモンから脱出して来た兵士たちを見捨てようとするなど、黒い三連星やバロム大佐から「前線に立つ兵士たちの気持ちが分かっていない」と批判を受けていた。軍服も赤いスカーフを着けた独自のものを常用している。
TVシリーズの後半では自ら新型モビルスーツ「ギャン」に搭乗し、策を弄したとはいえニュータイプとして覚醒しつつあったアムロ・レイを相手に戦い、キシリアへの忠誠を示している。マ・クベがアムロのガンダムとまともに勝負しえた事について、『ガンダムセンチュリー』（みのり書房・1981）では、MSパイロットとしてはマ・クベを「素人」に過ぎないとしたうえで、「ギャン」の操縦系統が初心者でも操縦しやすい特殊設計であったからだと設定づけている。

## 劇中での活躍

### テレビ版
第16話・18話・20話・22話〜25話・36話・37話に登場。第16話の初登場シーンで、白磁の壷らしき物を指で弾き音色を楽しむ姿が描かれ、骨董マニアぶりを見せつける。
第18話では鉱山基地の一つを督励に訪れたキシリアと共に試作型モビルアーマー・アッザムを操縦してガンダムとの交戦を経験。特殊兵器アッザム・リーダーで高周波攻撃をかける。一旦はガンダムを出力低下に追い込むも、リーダーが破壊されるとあっさり敗退、キシリアの命で基地を将兵ごと爆破処分し（このときは基地の将兵を心配してはいる）、その隙に逃走した。
第22話では、特殊部隊による「故意にレーダーだけを残した」破壊工作、ついでグフとドップの時間差攻撃でガンダム、ガンキャノンとホワイトベース (WB) を分断しての各個撃破作戦、さらにWBに「わざと無傷にしていたレーダー索敵によるドップからの避退」を許してメガ粒子砲陣地の射線上に誘い込み砲撃を浴びせる、という三段構えの周到かつ執拗な策で、WBを大破着底させる知略を見せた。しかし、WB隊の苦し紛れの偽装工作に引っかかり、止めを刺すのを怠っている。
続く第23話ではグフ+ドダイYS、ドップで編成されたクリンク隊に命じてマチルダ・アジャン中尉のミデア隊によるWBの救援阻止を謀り、空中からの猛攻でミデア隊だけでなくガンダムまで窮地に立たせる。しかし、ミデア隊が運んできたGファイター+ガンダム、ガンキャノンの反撃でクリンク隊は全滅、結局WB隊は救援を受けて立ち直ってしまった。さらに、ドズル・ザビ配下のランバ・ラル隊には鉱山採掘の実態を知られないよう非協力的な態度で通し、第24話でキシリアが派遣してきた黒い三連星とも全く反りが合わず、結局彼らは独走の果てに撃破され、あたら優秀な人材と貴重なモビルスーツ戦力を浪費するに到った。
地球連邦軍がオデッサ作戦を決行した第25話では、事前に内通していた連邦軍のエルラン中将を裏切らせようとしたが、直前に内通は露呈、エルランの造反を頼って兵力を割いていなかった方面から防衛線を突破されてしまった。最後の切り札として、南極条約で禁止された核による攻撃を示唆し連邦軍を恫喝。レビル将軍が脅しに乗らないと見るや迷わず水爆ミサイルを発射したが、これはガンダムによって空中で弾頭部分を斬り落とされ、失敗に終わった。マ・クベ本人は将兵の大半を置き去りにして、ザンジバル級機動巡洋艦マダガスカルで宇宙へと脱出した。その敗退の中にあって、マ・クベは本国に送った十分な鉱物資源を根拠として、「ジオンはあと10年は戦える」と豪語する。
その後、地球連邦軍によるチェンバロ作戦によって陥落の危機に陥ったソロモンに対する救援艦隊の司令となり、グラナダを発する。救援の途上、脱出してきたゼナ夫人（ソロモン基地司令ドズル・ザビの正妻）、ミネバ・ラオ・ザビ（同長女）の脱出ポッドを見捨てようとして、同乗していたバロムの諫言で渋々救出するも、ソロモンの救援という本来の目的はタイミングを逸して果たせずに終わる。しかしこのときすでにWBが掃討作戦に参加することを見越していたのか、バロムをグラナダへ戻るグワジンに残して自らはチベに移り、ソロモン撤退兵力の吸収任務に就く。そこには後述されるシャア・アズナブルへの対抗意識と、中央アジア以来のガンダムとの因縁にケリをつけんとする彼なりの意地もあった。
そして第37話にて、テキサスコロニー近辺でWB隊を発見。これまでは官僚であり司令官であり続けたマ・クベだったが、自分用に開発させたモビルスーツ・ギャンに自ら搭乗。ニュータイプの片鱗を見せ始めていたアムロ・レイの搭乗するガンダムとの一騎討ちをした。この時マ・クベは小惑星を爆破したり、ガンダムを誘い込んだコロニーのエアロックに爆弾を仕掛けたり、コロニー内に浮遊機雷をばらまいたりといつも通りさまざまな策を弄した。これはガンダムやその武装を確実に消耗させる理にかなう行為であったが、例によって詰めが甘く、かえってアムロを怒らせて闘志を高めてしまった。このとき、ゲルググに搭乗したシャアから加勢の申し出もあったが、キシリアに重用され始めていた彼を快く思っていなかったことから、これを断っている。
マ・クベはギャンでシャアの予想を超えるほどに善戦したが、やはり決め手を欠くままに徐々にガンダムにパワー負けし始め、ついにビームサーベル二刀流で左右から機体を切り裂かれ、戦死した。その際、「いいものだ」と偏愛していた白磁の壷をキシリアへ献上するようウラガンに託す。しかし、その後行われた周辺宙域での戦闘によってウラガンがデラミン艦隊の全滅に伴い戦死したため、この望みすらも果たされなかった。シャアはマ・クベの戦死を「付け焼き刃（のパイロット）に何ができると言うのだ」と侮蔑し、またキシリアも、重用した彼の死を少しでも気に掛けたような描写はなかった。なお、漫画『機動戦士ガンダム ギレン暗殺計画』ではキシリアが座乗するグワリブ艦内の彼女の個室には、初登場時に彼が音色を楽しんだ壺が置かれている。

### 劇場版
劇場版『機動戦士ガンダムII 哀・戦士編』ではオデッサの司令として登場したが、ランバ・ラル隊へのドム補給を握り潰す程度の描写で、アッザムにも搭乗せず、エルランとの内通も無く、核ミサイルによる恫喝の場面も省かれており、戦況の悪化に伴いザンジバル級マダガスカルで脱出したという描写に留まっている。また、『機動戦士ガンダムIII めぐりあい宇宙編』では、宇宙要塞ソロモンの救援に向かう途上、ソロモンから脱出してきたゼナ夫人とミネバ・ラオ・ザビを救出したシーンの後、ララァ・スンのコンペトウ襲撃の戦果をシャアがキシリアに報告する際にキシリアの横に随伴していたのが彼の登場する最後の場面となり、テキサスコロニーのくだりがソロモン戦の前に移された事もあってギャンも登場せず戦死もしていない。また、ニュータイプに関しては完全に否定しており、ガイアの言葉にもまったく耳を貸そうとはしなかった。
なお、漫画『機動戦士ガンダム C.D.A. 若き彗星の肖像』では、この劇場版の設定で描かれ、地球連邦軍による星一号作戦の最中、ゼナとミネバと共に陥落寸前のア・バオア・クー要塞を脱出。ギャンに搭乗し、シャアと共にゼナらを護衛するが、マゼラン級戦艦の主砲の直撃を受け戦死している。また、シャアとの関係は、多少の対抗心を持ちつつも（マ・クベはキシリアがシャアに殺されたことには気付いていない）、シャアの提案の正しさを容認しており、テレビ版とは異なり対立は見られない。

### 映像作品以外
小説版『機動戦士ガンダム』
テキサスコロニー周辺の空域でワッケイン大佐が指揮する連邦軍第13独立戦隊（ペガサスが所属）と交戦し、敵旗艦「ハル」を撃沈させるものの、自らの乗艦チベも大破。直後にハヤト・コバヤシのガンキャノンに撃沈され戦死している。なお、シャアとのライバル関係と敵対心はかなり強調され、「いい尻をしている（上官との男色関係を利用して出世した）」などと陰険な噂を流したという記述がある。ただし戦場では私情を持ち込みはしないともされ、テキサスコロニー内にいたシャアのザンジバルに応援を要請しているが、無視されてしまうというテレビ版とは逆の展開となっている。
漫画『機動戦士ガンダム THE ORIGIN』
ジオン軍地球侵攻軍総司令・中将に設定されている（ガルマ・ザビ大佐はマ・クベの部下の一人で地球侵攻軍北米方面軍司令と設定された）。キャラクターもアニメ版における単なる骨董マニアという設定から、美術・歴史等の文化全般に造詣の深いインテリ型の軍人へと変更されている。サイド3の博物館に収蔵・展示されているのが贋作というのもおこがましいパチモノばかりであることに憤慨しており、そうした背景から人類の今後の文化活動の中心を地球から宇宙に移動させようという理想の元、そのために地球の文化財を獲得する目的から連邦との戦争継続を願っている。そうした資質を見込まれてルウム戦役後の連邦との講和交渉団代表、というより交渉決裂を見越しての地球侵攻軍総司令に抜擢され、その際にキシリア・ザビなどとの駆け引き（地球侵攻軍を本国が見捨てないための人質として、ガルマを配下につける）も描かれている。
オデッサ作戦終盤では、エルランの内通により判明したレビルの旗艦に対し、南極条約で禁止された戦術核兵器を使用するが、アムロのガンダムによって阻まれ、自らの責任において敗北を認める。そしてギレン総帥から与えられていた「敗北時は地球の主要都市を弾道ミサイルで攻撃すべし」との密命を、「ジオニズムの理想など白磁の壺一つにも値しない」と握りつぶし、アニメ版とは逆に、部下や将兵の宇宙脱出の時間稼ぎのために、自らMSギャンを駆ってグフ部隊と共に殿軍を務め、ジム部隊を多数撃破する勇戦振りを見せた（ガンダムとは戦っていない）。そして黒海にギャンごと「入水」し、連邦水上艦隊を道連れに壮絶な自爆を遂げた。テレビ版同様、「いいもの」発言が最期の言葉となった。なお、ソロモン戦におけるゼナ／ミネバ母子の救助の役目はシャアが行っている。
上記のように、本作では将官たる威厳と潔さを持った人物として描かれている。特にアニメ版で見られたシャアに対しライバル視する描写はなく、南極条約交渉のため地球に降下する際には、シャアも同行を打診されたが辞退したことが語られている。また、ジャブロー攻撃軍司令ガルシア・ロメオ少将は彼を激しくライバル視していたが、マ・クベ側には意に介する描写は全く見られなかった。ランバ・ラルの立場にも理解を示しており、支援の約束を反故にした理由もキシリアの手を借りずしてラル家の再興を望む本人の意を酌んだためであった。なお、ニュータイプに関しては劇場版と同じく完全に否定していたが、「敗戦色が濃くなって神がかり的なものを信じたくなったのではないか」と、自分の考えをより明確に述べている。
漫画『機動戦士ガンダム MSV-R 宇宙世紀英雄伝説 虹霓のシン・マツナガ』
「辺獄の三戦鬼編」（コミックス5巻収録）に少佐として登場。シン・マツナガを配下に言質を得るために査問を行い、自分が推し進める統合整備計画への協力を求めるがマツナガには拒否される。マツナガをドズルの旗下に戻す提言と共に統合整備計画の推進を上官であるキシリアに認めさせ、地球に赴任して行く。
漫画『機動戦士ガンダム バンディエラ』
オデッサ基地の陥落後、グラナダ基地にウラガンと共に滞在中という境遇で登場。サッカーを含むスポーツには疎いと自称するが、宇宙世紀以前から行われているサッカーを「文化」として意識しており、文化の担い手としてサッカー選手であった本作の主人公ユーリー・コーベルに面会を申し出る。まもなく、ガンダムに敗れて専用機を失ったユーリーに、新たな専用機を用意する。また、占領地（地球上）から集めた美術品、骨董品といった歴史的遺産をグラナダ基地内に多数保管している。戦災によって破損、消失することの責を自分を含む軍にあるとし、自分にできる最善の方法で、そういった歴史の産物を後の世に残すことを目的にしていることをユーリーに語っている。
その後、ソロモンに対する救援艦隊の司令となってグラナダを発つもMS戦で戦死したことが、ユーリーに伝えられる。
漫画『機動戦士ガンダム ラストホライズン』
ガルマの戦死後、北米のキャリフォルニアベースにおいて、鹵獲した連邦軍MSと、奪取したWB隊への補充部品などから組み上げた「RUST（ラスト）」を視察する。
漫画『機動戦士ガンダム フラナガン・ブーン戦記』
同じくガルマ戦死後のキャリフォルニアベースにおいて、潜水艦隊「ナーガIII」の隊長であるフラナガン・ブーン大尉に、同隊のマッド・アングラー隊への編入を命じる。
ゲーム『ギレンの野望 特別編 蒼き星の覇者』
ガルマと並ぶもう一人の主人公候補として登場。彼を主人公に選んだ場合、一年戦争でのジオン軍勝利の後にキシリア率いる「正統ジオン」に付き、ガルマやドズルの「新生ジオン」と地球圏の掌握を巡って敵対するif展開が用意されている。

## 担当声優
- 塩沢兼人（テレビ版・劇場版）
- 田中正彦（特別編）
- 加瀬康之（ゲーム『サンライズ英雄譚R』）
- 山崎たくみ（『機動戦士ガンダム THE ORIGIN』）
- 杉田智和（『機動戦士Gundam GQuuuuuuX』）

## 搭乗機
- MAX-03 アッザム
- YMS-15 ギャン （ゲーム『機動戦士ガンダム ギレンの野望 』マ・クベ専用機カラーリングに登場）
- MS-07B グフ（専用機、モビルスーツバリエーションに登場）

専用MSにはシャアらのものとは違った、ピッケルハウベ風の「角」を装備していた。パーソナルエンブレムは「M」の文字。

## 搭乗艦
- 陸戦艇ダブデ
- マダガスカル

## 関連商品
2014年8月22日、バンダイがノリタケカンパニーリミテドとコラボレーションして「機動戦士ガンダム　マ・クベの壺」を発売し、1日で予約受付分を完売するほどの人気となった。

## その他
- テレビ版および劇場版『機動戦士ガンダムII 哀・戦士編』エンディングでのクレジット名は「マ」であった。なお、劇中では必ず「マ・クベ」と呼称される。
- 作中では16話で白磁の製品を指ではじき音色を楽しみ、37話ではやはり白磁とおぼしき製品を「あれはいいものだ」と死に際に発言している。この2つは外見からして全くの別物である。

## 評価
『愛と戦いのロボット 完全保存版』で発表されたアンケート「みんなで選ぶロボットアニメーションベスト100」では、「一番極悪な悪役・敵役は？」で第94位、「一番美しい悪役・敵役は？」で第90位にランクインした。